# Estudios de recepción clásica
Los estudios de recepción clásica, dentro de las ciencias de la antigüedad, estudian el cómo se ha recibido el mundo clásico en la cultura occidental, especialmente la literatura griega antigua y la literatura latina, desde la antigüedad. También estudia la representación del mundo antiguo desde la antigüedad hasta los tiempos modernos. La naturaleza de los estudios de recepción es altamente interdisciplinar, incluyendo, entre otros, la literatura, el arte, la arqueología, la música, los videojuegos o el cine. En las últimas décadas, este campo de estudio se ha convertido en un tema de interés cada vez más popular y legitimado dentro de los estudios clásicos.

## Historia
Esta área de estudio, históricamente se consideró primero, un subconjunto de la tradición clásica. Antes de que la recepción cobrara un especial interés, la "tradición clásica" se debatió y popularizó en la década de 1920. Mientras que la tradición clásica se centra principalmente en cómo y por qué los clásicos encajan en el mundo moderno, el término "recepción" engloba ahora las tradiciones clásicas, con un amplio abanico sobre la interacción entre las culturas que se inspiran en las sociedades clásicas y el propio pasado. Debido a la naturaleza de la recepción clásica, muy influida por la teoría de la recepción, la teoría de la recepción clásica se aparta de la tradición clásica de diferentes maneras.
La tradición tiende a dar prioridad a la continuidad, a la simple transmisión de una influencia a otra, al contexto que sirvió de base a un material anterior. La recepción, por el contrario, hace hincapié en el carácter mediado y contingente de las lecturas, y en el concepto de que no existe un significado final y correcto para ningún texto. Charles Martindale, pionero de la recepción clásica, afirmó que "nuestras interpretaciones actuales de los textos antiguos, seamos o no conscientes de ello, se construyen, de manera compleja, mediante una cadena de recepciones a través de las cuales se ha efectuado su continua legibilidad. Como resultado, no podemos volver a ningún significado original totalmente libre de adiciones posteriores." Los textos clásicos no se transmiten sin más, como implica la tradición clásica, sino que se transforman a medida que se transmiten.
Aunque los académicos suelen estar de acuerdo en que la recepción clásica difiere de la tradición clásica, el término recepción clásica tiene diversas definiciones. Johanna Hanink, estudiosa de la recepción clásica define la recepción clásica como "el modo en que el pasado antiguo se entreteje visiblemente en el tejido del momento presente." El proyecto Classical Receptions in Drama and Poetry in English de The Open University añade que "la recepción clásica también implica el análisis de los aspectos mediadores, como la traducción, la erudición, las narrativas culturales (orales, escritas y representadas) y las prácticas artísticas y literarias que las crean."
Entre otros proyectos innovadores de investigación se encuentran ANIHO / ANIWEH, que estudia las influencias de la antigüedad clásica, en la construcción de identidades nacionales de Europa y América Latina, ANTIMO, Classical Reception Studies Network (CRSN), que analiza cómo han sido recibidos, adaptados, refigurados, utilizados y maltratados los textos, ideas, imágenes y culturas materiales clásicos, Imagines Project una red de investigación interdisciplinar centrada en la recepción moderna de la antigüedad en las artes visuales y escénicas o Marginalia, que se enfoca en las manifestaciones de la cultura popular contemporánea. 

## Definición
Lorna Hardwick y Christopher Stray afirman que los estudios de recepción clásica se dedican a examinar "las formas en que el material griego y romano ha sido transmitido, traducido, extractado, interpretado, reescrito, reimaginado y representado." Martindale señala que la recepción clásica "abarca todos los trabajos relacionados con el material postclásico."
Hardwick también ha definido anteriormente la recepción clásica como "los procesos artísticos o intelectuales implicados en la selección, imitación o adaptación de obras antiguas", pero que también trata la exposición y la visualización como procesos activos.
Hardwick y Stray afirman que los estudiosos de la recepción sostienen que la relación entre lo antiguo y lo moderno es recíproca, aunque reconocen que hay quien cree que los estudios de recepción sólo arrojan luz sobre la sociedad receptora, y no sobre el texto antiguo o su contexto. Aunque la teoría de la recepción se originó con Hans Robert Jauss a finales de la década de 1960, los clasicistas tardaron unos 30 años en adoptar oficialmente el término. La aceptación a gran escala no se produjo hasta 2009, con el lanzamiento de la publicación periódica en línea de Oxford, Classical Receptions Journal.
Hardwick and Stray state that scholars of reception studies hold the relationship between the ancient and modern to be reciprocal, although they acknowledge that others believe that reception studies only shed light on the receiving society, and not on the ancient text or its context. Although reception theory originated from Hans Robert Jauss in the late 1960s, classicists took about 30 years to officially adopt the term. Wide-scale acceptance did not occur until 2009, with the launch of Oxford's on-line periodical, the Classical Receptions Journal.